# 詹宁斯
詹宁斯（Jennings）可以指：

## 人物
- 拉沙德·詹寧斯（英語：Rashad Andre Jennings；1985年3月26日－），美式足球跑卫。
- 特伦斯·詹宁斯（英語：Terrence Jennings，1986年7月28日－），美国男子跆拳道运动员。
- 乔纳森·詹宁斯（英語：Jonathan Jennings，1784年3月27日－1834年7月26日），美国政治家。
- 爱德华·詹宁斯（英語：Edward Jennings，1898年4月9日－1975年2月9日），美国男赛艇运动员。
- 帕特·詹宁斯（英語：Patrick Anthony Jennings，1945年6月12日－），北爱尔兰足球运动员、守门员。
- 肯·詹金斯（英語： Kenneth Wayne "Ken" Jennings III，1974年5月23日－），是美国游戏节目选手和作家。
- 卡琳·詹宁斯-加巴拉（英語：Carin Jennings-Gabarra，1965年1月9日－），美国女子足球运动员。
- 加斯·詹宁斯（英語：Garth Jennings，1972年3月4日－），英国MV导演兼电影导演、编剧。
- 潔絲·詹寧斯（德語：Jazz Jennings，2000年10月6日－），美国 YouTube 名人、变性女性、大学生、作家、LGBT 权利活动家和真人秀节目主持人。
- 彼得·詹寧斯（英語：Peter Charles Archibald Ewart Jennings，1938年7月29日－2005年8月7日），加拿大出生的美国记者和新闻主播。
- 基思·詹宁斯（英語：Keith Russell Jennings，1968年11月2日－），美国NBA联盟前职业篮球运动员。
- 布兰登·詹宁斯（英語：Brandon Jennings，1989年9月23日－），美国NBA职业篮球运动员。

|  | 本页或本分段罗列了姓氏为「詹宁斯」的人物。 如果是一个指代特定个人的内链将您引导到本页，請考慮修正該人物的名字以將链接指向正確的條目。 |